# 岩崎究香

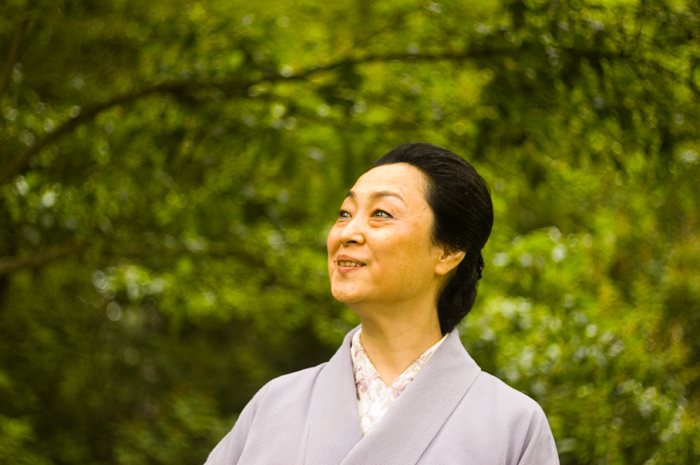

岩崎 究香（いわさき みねこ、1949年 - ）は、日本の作家で元祇園甲部芸妓。旧名・芸妓名ともに峰子であり、そちらが有名であった。幼名は田中政子（たなか まさこ）。京都府京都市出身。

## 来歴・人物
京都出身。両親、兄弟と共に山科区に移住。幼少のころ、実父とともに実姉2人（そのうちの一人である岩崎八重千代（いわさき やえちよ））が、芸妓として勤めている祇園の屋形（置屋）を訪れ、主人の岩崎今（いわさき いま）に見初められ、4歳の時に跡取りとして今の養女であった地方芸妓、岩崎富美千代（いわさき ふみちよ）の養女となり、5歳から祇園に住む。（そのとき、名を峰子と改めるが、これは養母の本名が政子であったからだといわれる）。
6歳で井上流を習い始め、『都をどり』で初舞台を踏み、10歳の時、岩崎の跡取りになり、15歳で舞妓として店出しする。
1971年、襟替えをし芸妓となる。
舞妓の時代から成績優秀で、1966年から1971年まで5年間連続売り上げナンバーワンとして人気を博す。贔屓筋には、本田宗一郎はじめ千宗室 (15代)、佐治敬三、谷川徹三などが名を連ね名実ともに百年に一人の名妓と謳われた。またその間、俳優の勝新太郎との交際があったとも噂され、パルコやサントリーのコマーシャルにも出演している。
1979年、引退と同時に置屋を廃業し、祇園新橋にビルを建設して美容界に進出する計画を立てたが、1982年に急遽計画を取りやめて日本画家の佐藤甚一郎と結婚し、2児の母となる（そのうち1人は夭折）。
2001年、自伝『芸妓峰子の花いくさ』を発売し、ヒットする。
花街文化を後世に語り継ぐために毎年講演会を開き、また得意の英語を活かして海外に向けての紹介も行う。
自伝を含む著作の中には花街特有の事情が書かれており、口外無用の花街の流儀に反する事から、祇園町から煙たがられているとの噂も聞かれる。
アーサー・ゴールデンにインタビューされ、それを元にさゆり (小説)が描かれた。
2006年、究香（みねこ）と改名。

## 主な著作
- 『Geisha, a life』
- 『芸妓峰子の花いくさ』（2002年9月、講談社+α文庫 ISBN 978-4-06-256657-5）
- 『祇園の教訓』（2003年7月、幻冬舎 ISBN 978-4-344-00358-3）
- 『祇園の課外授業』（2004年9月、集英社 ISBN 978-4-08-781312-8）
- 『祇園のうら道おもて道 女の舞台一流の事情』（2005年10月、幻冬舎 ISBN 978-4-344-01060-4）

## 漫画
- 『紅匂ふ』 （大和和紀著、講談社）

## ドラマ
- 花いくさ〜京都祇園伝説の芸妓・岩崎峰子〜（2007年11月23日、フジテレビ『金曜プレステージ』）
  - 第62回文化庁芸術祭参加作品。著書『芸妓峰子の花いくさ』を基にテレビドラマ化。主演の岩崎を井上真央が演じた。役者に直接祇園言葉や踊りを教え、またこのドラマ内で当時使用していた衣装や小物を一部提供している。視聴率は12.4%。